# Lestremiinae
I Lestremiinae sono una sottofamiglia di insetti dell'ordine dei Ditteri (sottordine Nematocera, famiglia Cecidomyiidae) comprendente specie micetofaghe o detritivore. In questa sottofamiglia sono comprese le specie le cui larve attaccano frequentemente i corpi fruttiferi dei funghi coltivati e spontanei.

## Descrizione
I caratteri morfologici che contraddistinguono questa sottofamiglia dagli altri Cecidomidi sono la presenza di tre ocelli nel capo, il basitarso più lungo del secondo tarsomero. Le larve hanno l'apertura anale all'estremità dell'addome, di forma circolare ed estroflettibile.

## Sistematica
La sottofamiglia si suddivide in 9 tribù:
- Tribù Acoenoniini. Comprende il genere Acoenonia.
- Tribù Baeonotini. Comprende il genere Baeonotus.
- Tribù Campylomyzini. Comprende i generi Campylomyza, Cordylomyia e Corinthomyia.
- Tribù Catochini. Comprende i generi Anocha, Catocha, Eucatocha, Neocatocha e Tritozyga.
- Tribù Catotrichini. Comprende il genere Catotricha.
- Tribù Forbesomyiini. Comprende il genere Forbesomeyia.
- Tribù Lestremiini. Comprende i generi Allarete, Anarete, Anaretella, Conarete,  Gongromastix,  Lestremia,  Pararete e Wasmanniella.
- Tribù Micromyini. Comprende i generi Aprionus, Bryomyia, Micromya, Monardia,  Mycophila,  Polyardis,  Xylopriona, Strobliella e Trichopteromyia.
- Tribù Peromyiini. Comprende il genere Peromyia.